# Rainer Knopff
Rainer Knopff, né en 1948, est un écrivain et professeur de science politique à l'Université de Calgary, au Canada, mais également un membre du groupe de penseurs de l'École de Calgary. Il est célèbre pour avoir souligné l'influence des décisions judiciaires sur les politiques publiques canadiennes. Il est l'auteur d'un commentaire juridique sur l'affaire Guibord.